# Бурегхангай
Бурегхангай (монг. Бүрэгхангай) – сомон аймаку Булган, Монголія. Територія 3,6 тис км², населення 2,4 тис. Адміністративний центр – селище Дархан знаходиться на відстані 90 км від Булгану та 240 від Улан-Батора. Є школа, лікарня, культурний та торговельно-обслуговуючий центри, метеостанція.

## Рельєф
Гора Бурегхангай (2000 м). Долини річок Орхон, Туул, Харккх

## Клімат
Різкоконтинентальний клімат. Середня температура січня -20 градусів, липня +19 градусів. Протягом року в середньому випадає 270 мм опадів.

## Корисні копалини
Запаси мідної руди, золота, сировини для будівельних матеріалів.

## Природа
Водяться кабани, олені, вовки, лисиці, козулі, корсаки та інші. Березові гаї.